# Classique de Saint-Sébastien 1992
La 12e édition de la Classique de Saint-Sébastien a lieu le 8 août 1992. Remportée par le Mexicain Raúl Alcalá, de l'équipe PDM-Concorde, elle est la sixième épreuve de la Coupe du monde.

## Classement final
| Pos. | Cycliste            | Équipe              | Temps           |
| ---- | ------------------- | ------------------- | --------------- |
| 1    | Raúl Alcalá         | PDM-Concorde        | 5 h 58 min 17 s |
| 2    | Claudio Chiappucci  | Carrera-Vagabond    | + 1 min 11 s    |
| 3    | Eddy Bouwmans       | Panasonic-Sportlife | + 1 min 12 s    |
| 4    | Dimitri Konyshev    | TVM-Sanyo           | m.t.            |
| 5    | Luc Roosen          | Tulip Computers     | m.t.            |
| 6    | Maximilian Sciandri | Motorola            | + 1 min 38 s    |
| 7    | Davide Cassani      | Ceramiche Ariostea  | m.t.            |
| 8    | Maurizio Fondriest  | Panasonic-Sportlife | m.t.            |
| 9    | Jim Van De Laer     | Tulip Computers     | m.t.            |
| 10   | Enrique Alonso      | CHCS-Ciemar         | m.t.            |